# پری (فنلاند)
پُری (به فنلاندی: Pori) یک شهر در فنلاند و مرکز استان ساتاکونتا می‌باشد.